# Akinori Ichikawa
Akinori Ichikawa (jap. 市川 暉記, Ichikawa Akinori; * 19. Oktober 1998 in der Präfektur Kanagawa) ist ein japanischer Fußballspieler. 

## Karriere
Akinori Ichikawa erlernte das Fußballspielen in den Jugendmannschaften vom Nakai FC und Shonan Bellmare sowie der Schulmannschaft der Seisa Kokusai High School. Seinen ersten Vertrag unterschrieb er 2017 beim Yokohama FC. Der Club aus Yokohama spielte in der zweiten Liga des Landes, der J2 League. 2019 wurde er an Gainare Tottori ausgeliehen. Mit dem Verein aus Yonago spielte er zehnmal in der dritten Liga, der J3 League. Ende Januar 2020 kehrte er nach der Ausleihe zum Erstligaaufsteiger zurück. Zum Saisonende der Saison 2021 belegte er mit dem Verein den letzten Tabellenplatz und musste somit in die zweite Liga absteigen. Am Ende der Saison 2022 feierte er mit Yokohama die Vizemeisterschaft der zweiten Liga und den direkten Wiederaufstieg in die erste Liga. Im August 2023 wechselte er auf Leihbasis zum Erstligisten Gamba Osaka. Hier kam er jedoch nicht zum Einsatz. Nach der Ausleihe kehrte er Anfang 2024 wieder nach Yokohama zurück. Am Ende der Saison 2024 wurde er mit Yokohama Vizemeister und stieg in die erste Liga auf.
Yokohama FC
- Japanischer Zweitligavizemeister: 2022  ▲
- Japanischer Zweitligavizemeister: 2024  ▲